# Cupaniopsis fruticosa
Cupaniopsis fruticosa är en kinesträdsväxtart som beskrevs av Ludwig Radlkofer. Cupaniopsis fruticosa ingår i släktet Cupaniopsis och familjen kinesträdsväxter. Inga underarter finns listade i Catalogue of Life.